# Benoît Tremsal

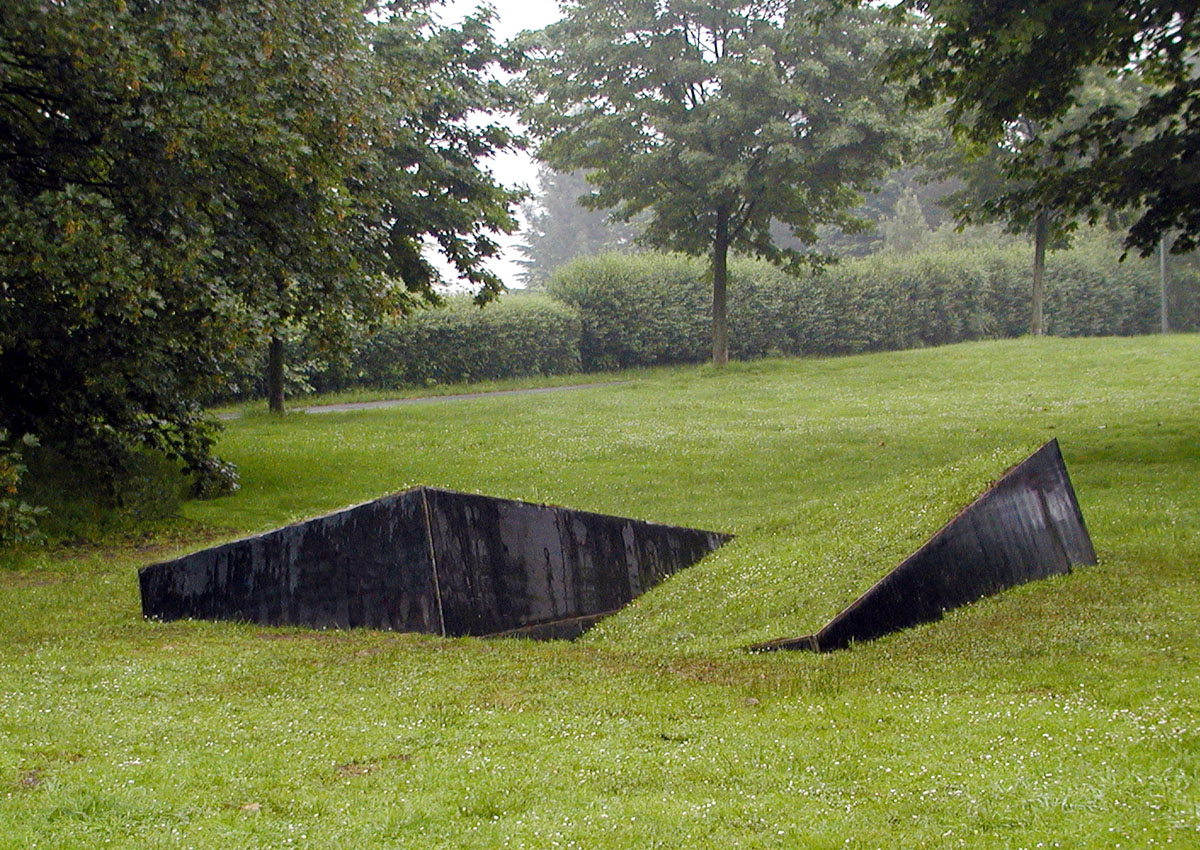
Zwei gekippte Flächen, 2007, Osnabrück

Benoît Tremsal (* 1952 in Rupt-sur-Moselle, Département Vosges; † 8. April 2022 in Eitorf) war ein deutsch-französischer Bildender Künstler.

## Leben und Werk
Benoît Tremsal war nach einer Musik- und Klavierausbildung von 1977 bis 1990 Mitglied der Kommune Friedrichshof. Dort studierte er Zeichnung und Malerei. 1982 arbeitete Tremsal mit Joseph Beuys und der Freien Internationale Universität (F.I.U.) als Baumbotschafter im Rahmen der Aktion 7000 Eichen, bei der documenta 7. Der Übersiedlung nach Amsterdam 1987 schloss sich zwischen 1988 und 2000 ein Arbeitsaufenthalt auf den Kanarischen Inseln an. Ab 1993 schuf Tremsal erste Arbeiten im Außenraum.

„Es war entscheidend, dass ich von der Musik komme, weil durch die Musik eine Form von Denken in Strukturen, in Rhythmen, in Formen entsteht, und das alles habe ich in die bildende Kunst mitgenommen. Dazu kamen die Einflüsse der neuen Kunstrichtungen Minimalismus, Land Art, Earth-Works ( … ), die sich in Amerika entwickelt haben. ( … ) Beuys hat meinen persönlichen Kunstbegriff entscheidend geprägt. Ich habe ganz neue und sehr weite Dimensionen in der Kunst entdeckt, zum Beispiel die Zeit-Dimension in der Skulptur, eine soziale oder ökologische Dimension. ( … ) Ich möchte etwas sichtbar machen, den Betrachter anregen, die Dinge mit anderen Augen zu sehen; ich bringe eine Irritation. Was der Betrachter daraus macht, ist dann letztendlich das Kunstwerk. In der Kunst geht es überhaupt darum, dass die Leute nachdenklich werden.“

Seit 2000 lebte und arbeitete Benoît Tremsal in Eitorf, Nordrhein-Westfalen.
Benoît Tremsal litt an Amyotrophe Lateralsklerose und erlag den Folgen der Erkrankung.
Seinen schriftlichen Nachlass übergab der Künstler noch zu Lebzeiten an das Rheinische Archiv für Künstlernachlässe in Bonn.

## Preise
- 1. Preis beim Wettbewerb Grenzen erfahren, Grenzen überwinden, Grevenbroich, 1998
- 1. Preis beim Wettbewerb Mondsee Land Art, Österreich, 1999
- Nominierung für den Kunstpreis der Stadt Bonn, 2003
- 1. Preis Kunst-am-Bau Wettbewerb des Ausbildungs- und Qualifizierungs-Zentrum Düsseldorf (AQZ), Düsseldorf, 2009
- 1. Preis Kunst-am-Bau Wettbewerb Institut für Kunst und Musik der Universität Augsburg, 2010

## Ausstellungen

### Einzelausstellungen (Auswahl)
- 1993: Galerie Brousse, Montpellier
- 1994: Implantate – kunstchirurgische Interventionen, Stadtbibliothek, München
- 1996: Small Market Of Foolish Things, Kunstforum Arabella-Park, München
- 2002: SMOFT 2, Redaktionsgalerie Kölner-Stadt-Anzeiger, Siegburg
- 2007 La vérité en sculpture, Kunstverein „la lune en parachute“, Épinal
- 2010 Dessins et sculptures, Galerie le Préau des Arts, Nancy
- 2012 Werk und Beiwerk, Haus für die Kunst der Stiftung Wortelkamp, Hasselbach (Westerwald)
- 2012 Invasiv, Kunstverein des Rhein-Sieg-Kreises Siegburg[6][7]

### Ausstellungsbeteiligungen (Auswahl)
- 1990: Museum Sammlung Friedrichshof/Archiv des Wiener Aktionismus, Zurndorf[8]
- 1998: Jardins Pluriels, Kunstzentrum Maison des Dîmes Gondreville, Nancy
- 2000: Mondsee Land Art, Galerie T19, Wien
- 2001: Jour Fixe Im Tal – Kunstverein Hasselbach (Westerwald)
- 2002, 2003, 2004: Kunsthaus am Schüberg, Ammersbek[9]
- 2003: Luleå Sommar Biennale, Luleå
- 2004: Zwischenwasser, Kunstverein Bad Aibling
- 2006: The Kajima Sculpture Competition Awards Exhibition, Tokio
- 2006: Les Printemps contemporains, Évian-les-Bains
- 2006: Raumwärts, Künstler Forum Bonn
- 2007: Skulpturenlandschaft, Osnabrück
- 2008: Kunst in der historischen Werkshalle der Schoeller AG, Eitorf
- 2011: Invitation au voyage, Atelier Bailly-Cowell, Étival

## Werke im öffentlichen Raum (Auswahl)
- 1994: Landschaftsstörungen, Atelier del Sur, San Sebastián de La Gomera
- 1995: Ruhezone zwischen Utopie und Katastrophe, Müritz-Nationalpark
- 1997: Balance, Le vent des Forêts, Lahaymeix
- 1999: Gekippte Fläche, Mondsee Land Art[10]
- 2001: Echanges, in der Nähe von Namur
- 2002: Übergang, Kunstzentrum Ammersbek
- 2002: Entwicklungsfeld, Landschaftsarbeit zu: Rekultivierung der Landschaft nach Abbau der Braunkohle in Grevenbroich, (NRW)[11][12]
- 2003: Earthmove 1, Museumspark, Luleå, Schweden
- 2003: Earthmove 2, Skulpturenwanderweg, Lana, Südtirol
- 2004: Zwei gegeneinander gekippte Flächen, Kurpark Bad Aibling
- 2005: EC Suite II, Atelier del Sur, San Sebastian de la Gomera
- 2006: L’eau Sculptée, Park von Tecomah, Jouy-en-Josas
- 2007: Gekippte Flächen, Westpark, Osnabrück (D)[13]
- 2007: En passant par nos sillons, Künstlergarten auf dem Place des Vosges, Epinal
- 2008: Double Edged, Hajnówka, Polen
- 2009: Double Cross, Bildungszentrum AQZ, Düsseldorf
- 2011: Promenade, Institut für Kunst und Musik der Universität Augsburg

## Fotos (Auswahl)

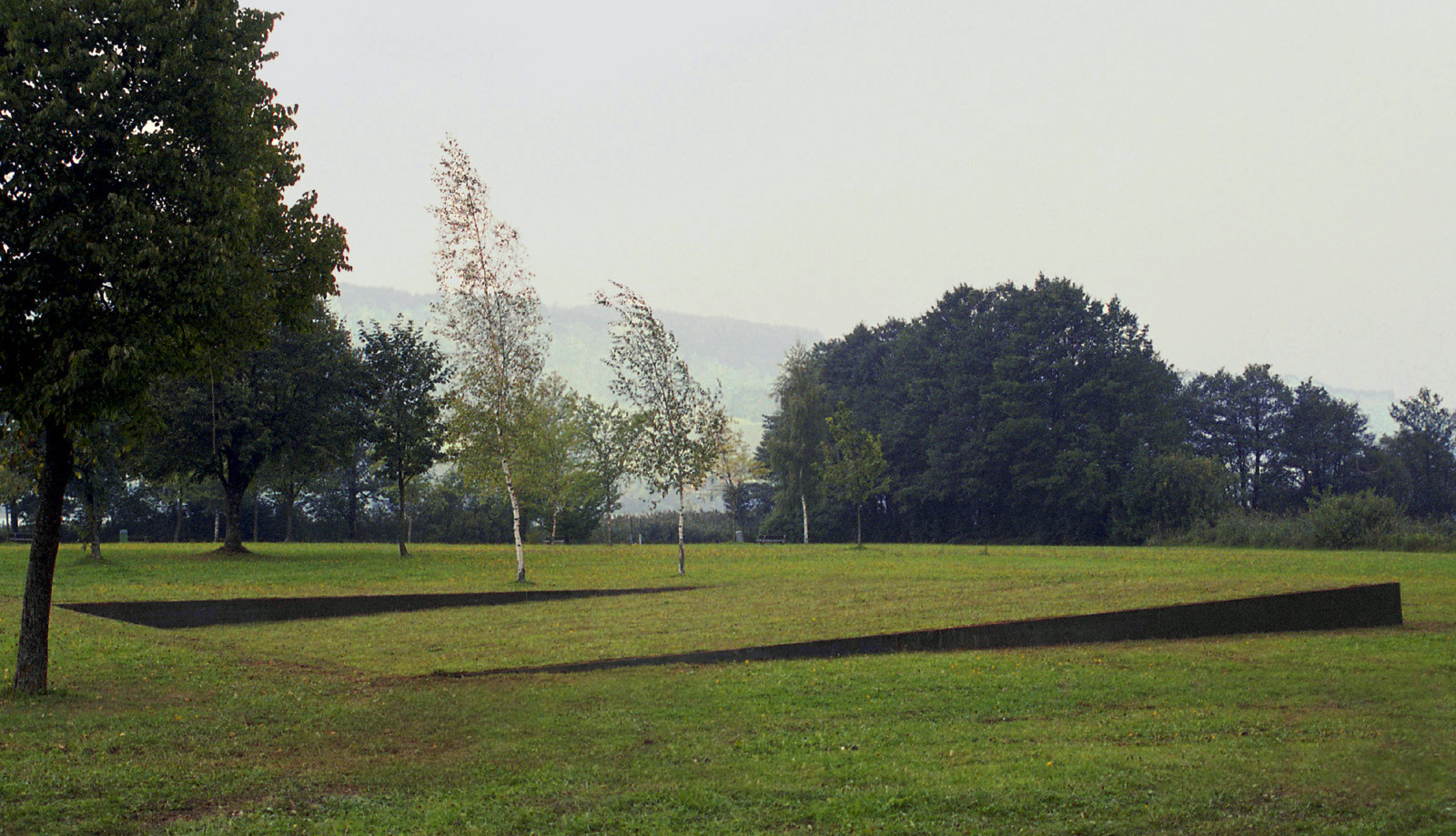
Gekippte Fläche, 1999, Zell am Moos
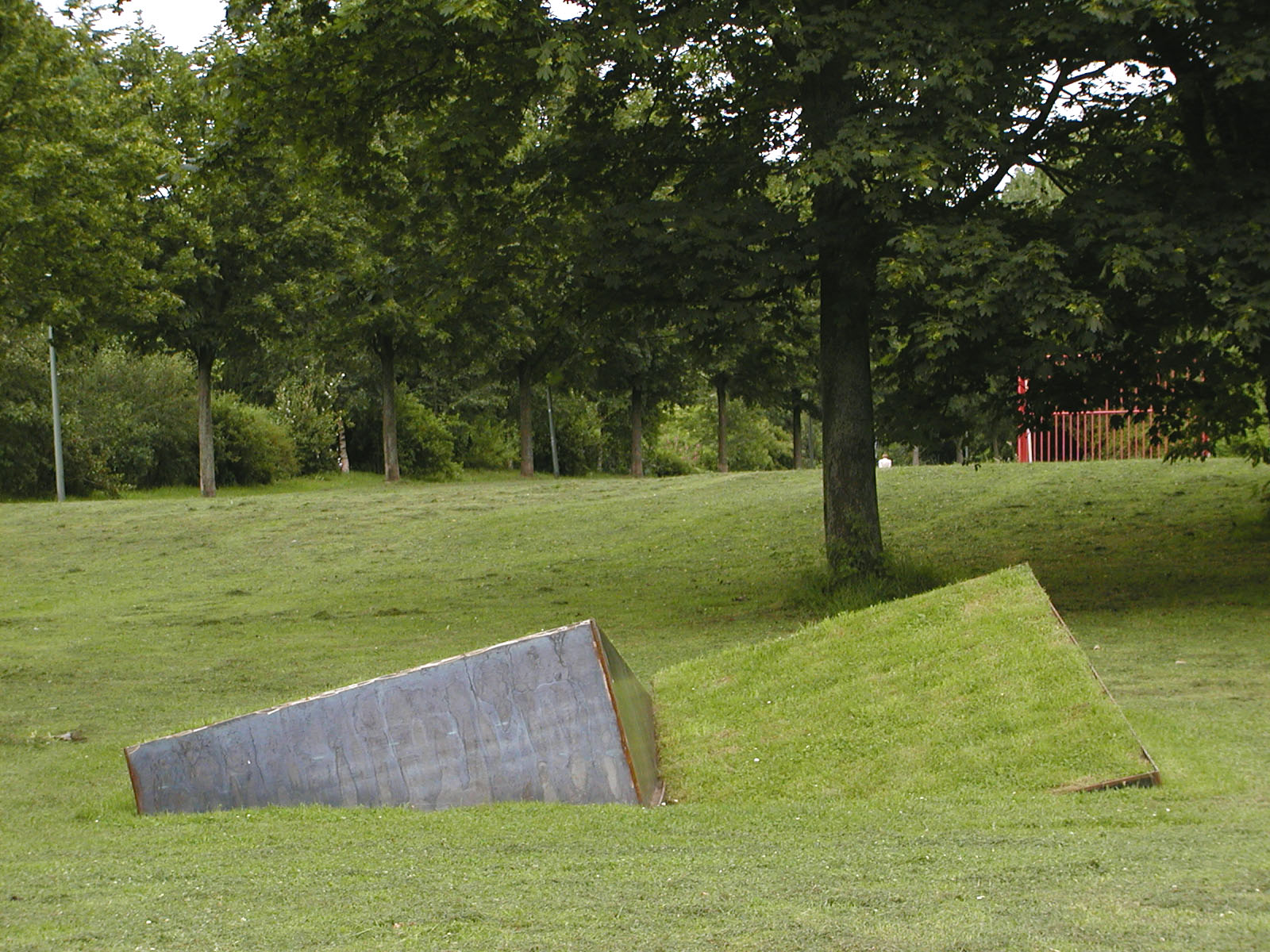
Zwei gekippte Flächen, 2007, Osnabrück
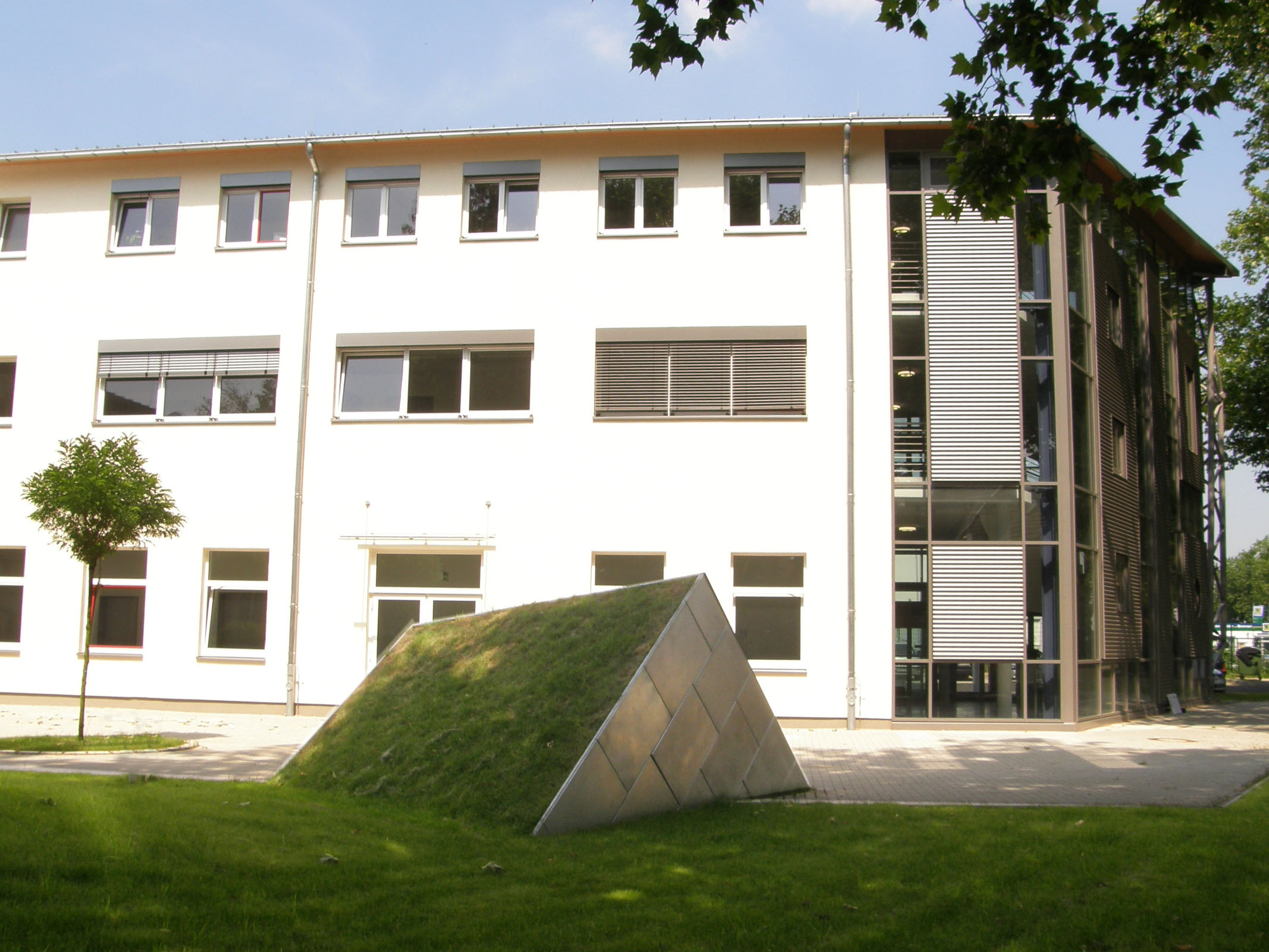
Double Cross, 2009, Düsseldorf
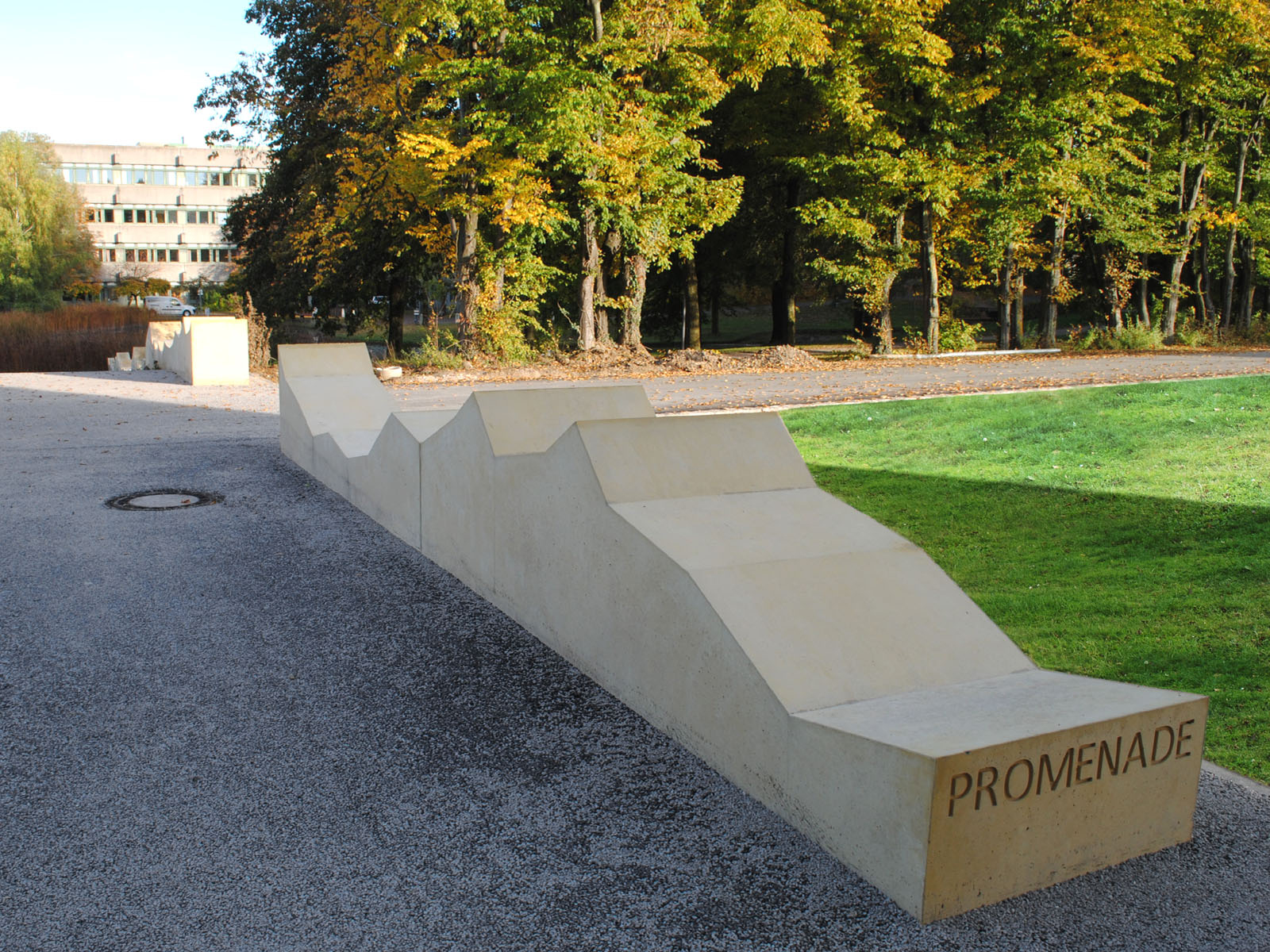
Promenade, 2011, Augsburg